# Antoine Pagi

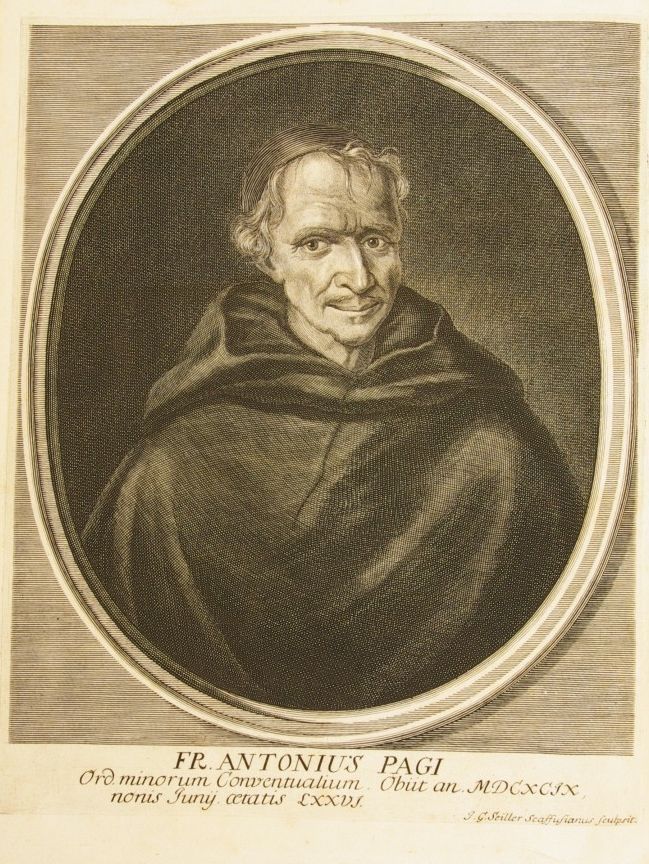
Antoine Pagi

Antoine Pagi (* 31. März 1624 in Rognes; † 5. Juni 1699 in Aix-en-Provence) war ein französischer katholischer Kirchenhistoriker. Er war der berühmteste Verbesserer der Annales ecclesiastici des italienischen Kardinals Baronius und machte durch seine umsichtige und strenge Kritik die Angaben desselben für historische und chronologische Zwecke erst recht brauchbar.

## Leben
1624 zu Rognes in der Provence geboren wurde Antoine Pagi im Jesuitenkollegium zu Aix-en-Provence erzogen und trat auf Veranlassung seines Onkels, Antoine Barrau, Generals der Franziskanerkonventualen, 1641 in diesen Orden ein, worin er schon in seinem 29. Lebensjahr zum Provinzial erhoben wurde und diese Würde insgesamt viermal bekleidete.
Seine nächsten Ordenspflichten, Predigten, konnten Pagi dem historischen Studium nicht entziehen, für das er von Jugend auf viel Talent bewies. Bei Auffindung einer Säule, dem Kaiser Aurelian zu Ehren einst in Fréjus errichtet, unternahm er zuerst chronologische Forschungen zur Feststellung der römischen Zeitrechnung nach Konsulaten und verfasste dazu eine Dissertatio hypatica (Lyon 1682), worin er die Verwirrung aufdeckte, die durch Führung des Konsulnamens von Seiten der römischen Kaiser entstanden war. Er forschte die einzelnen Fälle aus, wann Kaiser sich zugleich mit dem Konsulnamen schmückten, und brachte dafür sechs Veranlassungen heraus: Beim Beginn der Regierung, bei deren fünf- oder zehnjähriger Jubelfeiern, um Nebenbeeiferern bei der Trennung des Reichs, oder den Söhnen, wenn sie zu Cäsaren erklärt wurden, als Kollegen zu dienen, beim Anfang bedeutender Kriege, bei Triumphen und bei der Feier der Säkularspiele. Italienische Gelehrte, besonders der Pater Noris, widersprachen in einigen Punkten, woraufhin Pagi eine gelehrte Auseinandersetzung führte.
Seine eigentliche Berühmtheit erwarb sich Pagi aber erst durch seine mühevolle und glänzende Kritik der Annalen des Baronius. Der Zustand Frankreichs begünstigte damals ein solches Unternehmen gegen den Mittelpunkt römischer Kirchenhistorie; die Kämpfe für die gallikanische Kirchenfreiheit ließen jede sonstige Rücksicht dabei unbeachtet. Dennoch ging Pagi, vielleicht aus Überzeugung, nie auf Widerlegung dogmatischer Punkte ein, wie Isaac Casaubonus und der Züricher Gelehrte Johann Heinrich Hobtius, oder auf Bekämpfung politischer Ansichten des Baronius, gegen die Melchior Goldast, als Verteidiger des deutschen Reichs, aufgetreten war; sondern der eigentliche Punkt, auf dem Pagi heimisch war und Großes leistete, ist die Chronologie, wiewohl er auch Ergänzungen und Berichtungen der Geschichtserzählung selbst nicht vermied. Die Ära, die er befolgt, nennt er die griechisch-römische, etwa nach dem Vorgang Dionysius des Kleinen, indem er die Geburt Christi ins Jahr 5493 nach Erschaffung der Welt setzt, und behauptet, daran wesentliche Vorzüge vor der von Scaliger befolgten Julianischen Ära zu besitzen. Als Probe seiner Verbesserungen in der Chronologie kann z. B. angeführt werden, dass er dem Baronius nachweist, in den ersten zweieinhalb nachchristlichen Jahrhunderten bis auf Kaiser Decius (249 n. Chr.) die Fakta um zwei Jahre zu früh gesetzt zu haben, da er die Ära mit dem Jahr 44 statt 46 der julianischen Rechnung begann. Um die Mitte des 3. Jahrhunderts mehrt sich dann die Verwirrung noch bis 280, dem fünften Jahr des Kaisers Probus, wo Baronius im dritten Jahre die rechte Zeitrechnung verfehlt. Pagi weist die Gewaltstreiche nach, wodurch die Annalen der richtigen Rechnung bald vorauseilen, bald hinter ihr zurückbleiben.
Pagi schloss sich in der ersten Herausgabe seiner Untersuchungen nicht an die Annalen selbst, sondern an den Auszug des Spondanus daraus an, der zum Gebrauch bequemer und verbreiteter war; so erschien die Kritik der ersten vier Jahrhunderte der Annalen (Paris 1689). Der Absatz entsprach aber den Erwartungen so wenig, dass die Fortsetzung in Frankreich nicht erschien. Indessen ließen die Ermunterungen Sachkundiger, besonders der Kardinäle Casanate und Noris, Pagi sein Werk fortsetzen und vollenden. Die gallikanische Geistlichkeit hatte 1685 die Arbeit approbiert, und der ungeteilte Beifall, dessen er sich erfreute, gab ihm Kraft, selbst auf dem Krankenlager sich mit Verbesserungen dazu zu beschäftigen. Er starb am 5. Juni 1699 im Alter von 75 Jahren in Aix-en-Provence. Die Herausgabe seines Werks übernahm sein Neffe François Pagi. So erschien es vollständig zu Genf in vier Folianten im Jahr 1705, und zwar jetzt dem Text des Baronius selbst angepasst.

## Werke
- Dissertatio hypatica seu de consulibus caesareis …, Lyon 1682
- Ausgabe der Sermones de Sanctis et Diversis des Heiligen Antonius von Padua, Avignon 1685 (mit einer in der Vorrede eingefügten Verteidigung der vorgenannten Schrift)
- Dissertation sur le consulats des empereurs romains im Journal des Savants Nov. 1688 (ebenfalls eine Verteidigung seiner Ansichten)
- Critica historico-chronologica in universos annales ecclesiasticos em. et rev. Caesaris Card. Baronii, Genf 1705; 2. Ausgabe Genf 1724